# All the Roadrunning World Tour
L'All the Roadrunning World Tour è stato una tournée di Mark Knopfler ed Emmylou Harris. Ebbe luogo dal 26 maggio 2006 al 30 giugno 2006.

## Formazione
- Mark Knopfler – voce e chitarra
- Emmylou Harris – voce e chitarra
- Richard Bennett – chitarra
- Glenn Worf – basso e contrabbasso
- Guy Fletcher – tastiere e chitarra
- Matt Rollings – tastiere
- Stuart Duncan – fiddle, mandolino e chitarra
- Danny Cummings – batteria

## Concerti
Europa
1. 26 maggio 2006 – Forest National, Bruxelles,  Belgio (scaletta 1)
2. 27 maggio 2006 – Forum, Copenaghen,  Danimarca (scaletta 2)
3. 28 maggio 2006 – Color Line Arena, Amburgo,  Germania (scaletta 3)
4. 30 maggio 2006 – Globe Arena, Stoccolma,  Svezia (scaletta 4)
5. 31 maggio 2006 – Spektrum, Oslo,  Norvegia (scaletta 5)
6. 2 giugno 2006 – Hallenstadion, Zurigo,  Svizzera (scaletta 6)
7. 3 giugno 2006 – Arena, Verona,  Italia (scaletta 7)
8. 5 giugno 2006 – Ahoy, Rotterdam,  Paesi Bassi (scaletta 7)
9. 6 giugno 2006 – Festhalle, Francoforte sul Meno,  Germania (scaletta 7)
10. 8 giugno 2006 – Wembley Arena, Londra,  Regno Unito (scaletta 7)
11. 9 giugno 2006 – MEN Arena, Manchester,  Regno Unito (scaletta 7)
12. 10 giugno 2006 – The Point, Dublino,  Irlanda (scaletta 7)
13. 12 giugno 2006 – Zenith, Parigi,  Francia (scaletta 8)
14. 13 giugno 2006 – Palau Sant Jordi, Barcellona,  Spagna (scaletta 9)

America del Nord
1. 19 giugno 2006 – Molson Amphitheatre, Toronto, Ontario,  Canada (scaletta 10)
2. 21 giugno 2006 – Constitution Hall, Washington DC,  Stati Uniti (scaletta 11)
3. 22 giugno 2006 – Radio City Music Hall, New York, New York,  Stati Uniti (scaletta 12)
4. 23 giugno 2006 – Bank of America Pavilion, Boston, Massachusetts,  Stati Uniti (scaletta 7)
5. 25 giugno 2006 – Charter One Pavilion, Chicago, Illinois,  Stati Uniti (scaletta 7)
6. 26 giugno 2006 – Orpheum Theatre, Minneapolis, Minnesota,  Stati Uniti (scaletta 7)
7. 28 giugno 2006 – Gibson Amphitheatre, Universal City, California,  Stati Uniti (scaletta 7)
8. 29 giugno 2006 – Santa Barbara Bowl, Santa Barbara, California,  Stati Uniti (scaletta 7)
9. 30 giugno 2006 – The Greek Theatre, Berkeley, California,  Stati Uniti (scaletta 7)

## Scalette
- Scaletta 1: Right Now, Red Staggerwing, Michelangelo (EH), I Dug Up a Diamond, Born to Run (EH), Red Dirt Girl (EH), Done with Bonaparte, Romeo and Juliet, Song for Sonny Liston, All That Matters, Donkey Town, This Is Us, All the Roadrunning, Boulder to Birmingham (EH), Belle Starr, Speedway at Nazareth, Why Worry, So Far Away, Our Shangri-La, If This Is Goodbye

- Scaletta 2: Right Now, Red Staggerwing, Michelangelo (EH), I Dug Up a Diamond, Born to Run (EH), Red Dirt Girl (EH), Done with Bonaparte, Romeo and Juliet, Song for Sonny Liston, All That Matters, Donkey Town, This Is Us, Belle Starr, Boulder to Birmingham (EH), All the Roadrunning, Speedway at Nazareth, If This Is Goodbye, So Far Away, Our Shangri-La, Why Worry

- Scaletta 3: Right Now, Red Staggerwing, Michelangelo (EH), I Dug Up a Diamond, Born to Run (EH), Red Dirt Girl (EH), Done with Bonaparte, Romeo and Juliet, Song for Sonny Liston, All That Matters, Donkey Town, This Is Us, Belle Starr, Boulder to Birmingham (EH), All the Roadrunning, Speedway at Nazareth, If This Is Goodbye, So Far Away, Our Shangri-La

- Scaletta 4: Right Now, Red Staggerwing, Michelangelo (EH), I Dug Up a Diamond, Born to Run (EH), Red Dirt Girl (EH), Done with Bonaparte, Romeo and Juliet, Song for Sonny Liston, All That Matters, Donkey Town, This Is Us, All the Roadrunning, Boulder to Birmingham (EH), Belle Starr, Speedway at Nazareth, If This Is Goodbye, So Far Away, Our Shangri-La, Why Worry

- Scaletta 5: Right Now, Red Staggerwing, Michelangelo (EH), I Dug Up a Diamond, Born to Run (EH), Red Dirt Girl (EH),  Done with Bonaparte, Romeo and Juliet, Song for Sonny Liston, Belle Starr, All That Matters, Donkey Town, This Is Us, All the Roadrunning, Boulder to Birmingham (EH), Speedway at Nazareth, If This Is Goodbye, So Far Away, Our Shangri-La, Why Worry

- Scaletta 6: Right Now, Red Staggerwing, Michelangelo (EH), I Dug Up a Diamond, Born to Run (EH), Red Dirt Girl ((EH), Done with Bonaparte, Romeo and Juliet, Song for Sonny Liston, Belle Starr, All That Matters, Donkey Town, This Is Us, Boulder to Birmingham (EH), All the Roadrunning, Speedway at Nazareth, If This Is Goodbye, So Far Away, Our Shangri-La, Why Worry

- Scaletta 7: Right Now, Red Staggerwing, Michelangelo (EH), I Dug Up a Diamond, Born to Run (EH), Red Dirt Girl (EH), Done with Bonaparte, Romeo and Juliet, Song for Sonny Liston, Belle Starr, This Is Us, Boulder to Birmingham (EH), All the Roadrunning, Speedway at Nazareth, If This Is Goodbye, So Far Away, Our Shangri-La, Why Worry

- Scaletta 8: Right Now, Red Staggerwing, Michelangelo (EH), I Dug Up a Diamond, Born to Run (EH), Red Dirt Girl (EH), Done with Bonaparte, Romeo and Juliet, Song for Sonny Liston, All That Matters, Belle Starr, This Is Us, Boulder to Birmingham (EH), All the Roadrunning, Speedway at Nazareth, If This Is Goodbye, So Far Away, Our Shangri-La, Why Worry

- Scaletta 9: Right Now, Red Staggerwing, Michelangelo (EH), I Dug Up a Diamond, Born to Run (EH), Red Dirt Girl (EH), Done with Bonaparte, Romeo and Juliet, Song for Sonny Liston, All That Matters, Belle Starr, This Is Us, Boulder to Birmingham (EH), All the Roadrunning, Speedway at Nazareth, So Far Away, Our Shangri-La, Why Worry

- Scaletta 10: Right Now, Red Staggerwing, Michelangelo (EH), I Dug Up a Diamond, Born to Run (EH), Red Dirt Girl (EH), Done with Bonaparte, Romeo and Juliet, Song for Sonny Liston, All That Matters, Donkey Town, Belle Starr, This Is Us, Boulder to Birmingham (EH), All the Roadrunning, Speedway at Nazareth, If This Is Goodbye, So Far Away, Our Shangri-La, Why Worry

- Scaletta 11: Right Now, Red Staggerwing, Michelangelo (EH), I Dug Up a Diamond, Born to Run (EH), Red Dirt Girl (EH), Done with Bonaparte, Romeo and Juliet, Song for Sonny Liston, All That Matters, Belle Starr, This Is Us, Boulder to Birmingham (EH), All the Roadrunning, Speedway at Nazareth, If This Is Goodbye, So Far Away, Our Shangri-La, Why Worry

- Scaletta 12: Right Now, Red Staggerwing, Michelangelo (EH), I Dug Up a Diamond, Born to Run (EH), Red Dirt Girl (EH), Done with Bonaparte, Romeo and Juliet, Song for Sonny Liston, Belle Starr, This Is Us, Boulder to Birmingham (EH), All the Roadrunning, Speedway at Nazareth, So Far Away, Our Shangri-La, If This Is Goodbye, Why Worry